# Ernst Brauweiler

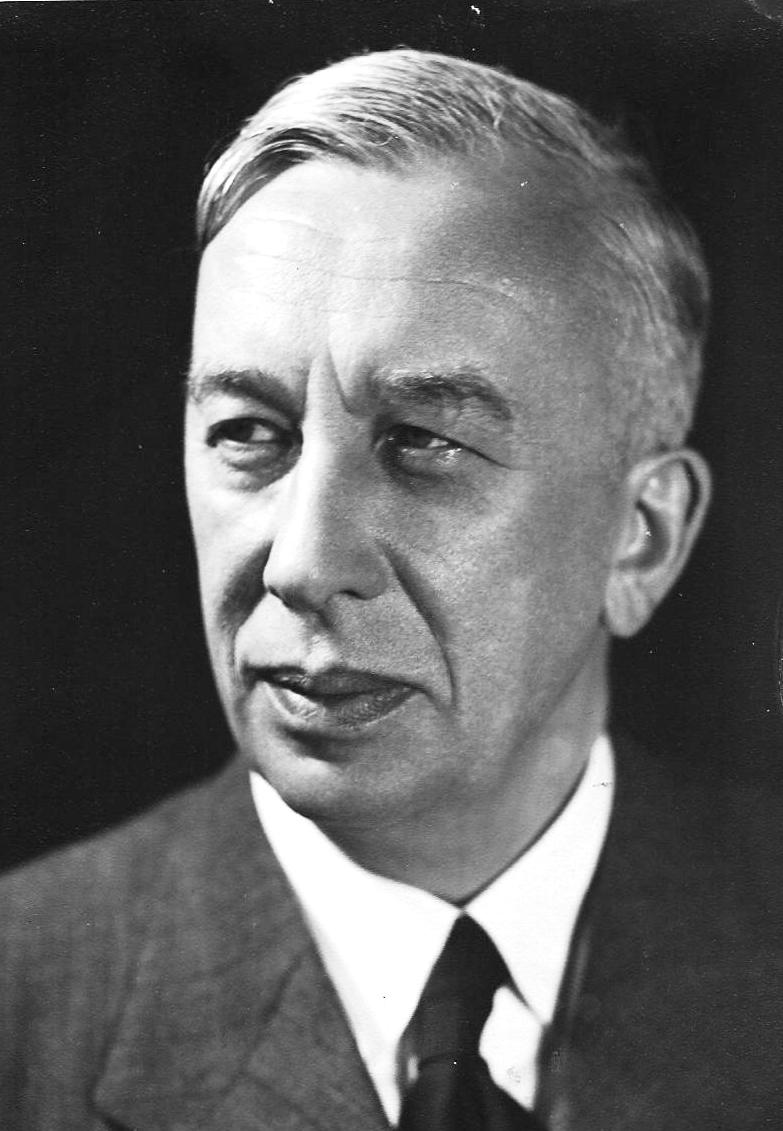
Ernst Brauweiler

Ernst Brauweiler (* 18. Juni 1889 in Elberfeld; † 3. August 1945) war ein deutscher Journalist und Staatsbeamter.

## Leben
Brauweiler war der Sohn des Peter Brauweiler und seiner Ehefrau Maria, geborene Kaiser. Nach dem Besuch des Realgymnasiums in seiner Heimatstadt, wo er 1908 das Reifezeugnis erwarb, studierte Brauweiler Germanistik in Bonn, München und Berlin und schloss das Studium in Bonn mit einer Dissertation über die Prosa Heinrich Heines ab. Die mündliche Prüfung fand am 9. Dezember 1914 statt.
1915 wurde er aus dem Landsturm in die Presseabteilung des Nachrichtenoffiziers beim Gouvernement Namur übernommen. Dort begann sein Interesse für die Presse. Deshalb absolvierte Brauweiler nach Kriegsende ein Volontariat bei der Bergisch-Märkischen Zeitung in Elberfeld, in die er dann als Redakteur eintrat. Ab 1921 arbeitete Brauweiler als Redakteur für den nationalliberalen Hannoverschen Kurier, ab 1926 als Chefredakteur. Als Franz von Papen Reichskanzler wurde, kündigte Brauweiler nach Differenzen mit dem Verleger Dr. Jänecke und wurde 1932 im Range eines Regierungsrates als Referent in die Presseabteilung der Reichsregierung berufen. 1933 wurde er ins Reichsministerium für Volksaufklärung und Propaganda (RMVP) übernommen.
Einem Bericht der Journalistin Bella Fromm zufolge soll Brauweiler als Mitarbeiter von Joseph Goebbels an einem gefälschten Testament des Reichspräsidenten Paul von Hindenburg mitgewirkt haben.
1938 wurde Brauweiler im RMVP als Stellvertreter von Karl Bömer zum stellvertretenden Leiter der Abteilung IVb (Abteilung für Auslandspresse)  ernannt. Diese Abteilung hatte an den zweimal täglich stattfindenden Reichspressekonferenzen zu gewährleisten, dass die Berichterstattung der ausländischen Pressevertreter im Sinne des NS-Staates ausfiel. Von Dezember 1939 bis Dezember 1940 leitete er außerdem in Personalunion die Auslandsabteilung des Propagandaministeriums. Nach dem Tod Bömers im Jahr 1942 folgte Brauweiler diesem im Rang eines Ministerialdirigenten als Leiter der Auslandspresseabteilung nach. Die überdauernden Zeugnisse beschreiben ihn in diesem Amt einvernehmlich als einen „bürokratischen Mann ohne Phantasie“: Der schwedische Journalist Fredborg gab etwa an, dass die Pressekonferenzen unter seiner Federführung nicht mehr spritzig und lebhaft gewesen seien, wie unter Böhmer, sondern „öde und farblos“, und Brauweiler selbst sei mitunter starrsinnig wie ein Armeepackesel gewesen. Auch Joseph Goebbels äußerte sich in seinen Tagebüchern skeptisch, so am 20. August 1943: Auch er (d. h. Otto Dietrich) ist der Meinung, daß man auf die Dauer Brauweiler ablösen muß ... Der Verdacht hat sich nicht bestätigt, daß in der Auslandspresseabteilung Defaitismus verbreitet war. Die Herren der Abteilung sind führerlos und deshalb manchmal etwas gegen die Auslandsmeldungen anfällig. Schuld daran trägt in der Hauptsache Dr. Brauweiler.
Boelcke zufolge stammte Brauweiler wie die meisten anderen führenden Goebbels-Mitarbeiter aus dem Rheinland, hätte allerdings im Unterschied zu diesen mehr einem nationalen Liberalismus als dem Nationalsozialismus zugeneigt. Bis zu ihrer Selbstauflösung 1933 gehörte der Katholik dementsprechend der liberalen Deutschen Volkspartei (DVP) an. Brauweiler trat zum 1. Mai 1937 der NSDAP bei (Mitgliedsnummer 3.934.009).
1920 heiratete Brauweiler Johanna Schürhoff (1896–1989) und hatte mit ihr die Tochter Rita-Dorothea, verh. Petersen (1925–1999).
Am 1. Mai 1945 in Berlin verhaftet, wurde er am 23. Juli 1945 nach Art. 58-2 StGB des RSFSR wegen Kriegsverbrechens vom SMT der 5. Stoßarmee zum Tod durch Erschießen verurteilt; das Urteil wurde am 3. August 1945 vollstreckt.

## Schriften
- Literatur von und über Ernst Brauweiler im Katalog der Deutschen Nationalbibliothek
- Studien zu Heines Prosa, Berlin : Grote, 1915. (Dissertation, Bonner Forschungen. N. F. Bd. 9.)